# D-Wave Systems
D-Wave Systems Inc. – kanadyjskie przedsiębiorstwo z siedzibą w Burnaby, w Kolumbii Brytyjskiej, zajmujące się obliczeniami kwantowymi. D-Wave jest pierwszym na świecie przedsiębiorstwem, które rozpoczęło sprzedaż komputerów wykorzystujących efekty kwantowe w swoich operacjach, oraz pierwszym które wdrożyło pionierską technologię tworzenia podglądów operacji za pomocą szybkich zrzutów obrazu stanu procesora (ang. snapshotting).
Do pierwszych klientów D-Wave należą m.in. konsorcjum Lockheed Martin, Uniwersytet Południowej Kalifornii, Google, NASA, oraz Los Alamos National Lab.
W roku 2015, w laboratorium kwantowej sztucznej inteligencji w Centrum Badawczym NASA Ames Research Center zainstalowano komputer kwantowy D-Wave 2X o mocy ponad 1000 kubitów. Następnie dostarczono tam systemy z 2048 kubitami. W roku 2019 firma D-Wave ogłosiła plan wprowadzenia w 2020 r., systemów osiągających ponad 5000 kubitów, które mają wykorzystywać układ Pegasus z 15 połączeniami per kubit.

## Historia
Początki D-Wave sięgają roku 1999, a założycielami firmy są Haig Farris (były prezes zarządu), Geordie Rose (były CEO / CTO), Bob Wiens (były CFO) oraz były wiceprezes ds. Badań Alexandre Zagoskin (Chief Scientist). Farris prowadził kurs biznesowy na Uniwersytecie Kolumbii Brytyjskiej (UBC), gdzie Rose uzyskał stopień doktora, a Zagoskin był doktorem habilitowanym. Nazwa przedsiębiorstwa odnosi się do ich pierwszych projektów kubitowych, w których zastosowano wysokotemperaturowe nadprzewodniki d-wave.
D-Wave działała początkowo jako odgałęzienie Uniwersytetu Kolumbii Brytyjskiej, utrzymując jednocześnie powiązania z Wydziałem Fizyki i Astronomii. Finansując badania akademickie w dziedzinie obliczeń kwantowych, budując w ten sposób sieć kolaborujących ze sobą naukowców. Przedsiębiorstwo współpracowało z kilkoma innymi uniwersytetami i instytucjami, w tym UBC, IPHT Jena, Université de Sherbrooke, University of Toronto, Uniwersytet Twente, Uniwersytet Techniczny Chalmersa, Uniwersytet w Erlangen oraz Jet Propulsion Laboratory w Kalifornii. Partnerstwa te były wymieniane na stronie internetowej D-Wave do 2005 r. W czerwcu 2014 r. firma D-Wave ogłosiła nowy ekosystem aplikacji kwantowych z firmą finansującą obliczenia 1QB Information Technologies (1QBit) i grupą badawczą DNA-SEQ zajmującą się badaniami onkologicznymi (eksploracja genomu komórek rakowych, z użyciem krystalografii 3D, przewidywanie możliwych mutacji, oraz połączeń leków, z pomocą kwantowej mocy obliczeniowej oraz bibliotek struktur krystalicznych), celem skupienia się na rozwiązywaniu rzeczywistych problemów za pomocą sprzętu kwantowego.
11 maja 2011 r. D-Wave Systems ogłosiło D-Wave One, opisany jako „pierwszy na świecie dostępny komercyjnie komputer kwantowy”, działający na chipsecie 128- kubitowym z wykorzystaniem wyżarzania kwantowego. Czyli metodzie polegającej na wprowadzeniu antyferromagnetycznych fluktuacji do systemu tzw. fluktuacje kwantowe, celem znalezienia przybliżonych wartości średnich dla funkcji kwantowych, umożliwia to wyprowadzenie takiej ścieżki obliczeń kwantowych, która pozwala tak dotrzeć do stanu spoczynkowego, jak i jednocześnie zmierzyć różnice energii pomiędzy tym stanem, a pierwszym stanem pobudzonym. Operacja ta nie wymaga uprzedniego mierzenia funkcji falowej, a polega na unikaniu lokalnych minimów, i odnajdowaniu lokalnych ekstremów. Zaaplikowano tę metodę z sukcesem do obliczenia najniższych konfiguracji energetycznych klastrów Lennarda-Jonesa (złożonych z 19 cząsteczek), o lokalnym minimum 10^-5. celu rozwiązania problemów optymalizacyjnych. D-Wave One został zbudowany na wczesnych prototypach, takich jak komputer kwantowy Orion firmy D-Wave. Prototyp oferował procesor o 16-kubitowym wyżarzaniu kwantowym, zademonstrowano go 13 lutego 2007 roku, w Muzeum Historii Komputerów w Mountain View w Kalifornii. D-Wave zaprezentował następnie 28-kubitowy procesor kwantowy z wyżarzaniem już 12 listopada 2007 r., którego chip został wyprodukowany w NASA Jet Propulsion Laboratory Microdevices Lab w Pasadenie w Kalifornii.
W maju 2013 r. współpraca między NASA, Google i Universities Space Research Association (USRA) pozwoliła uruchomić Laboratorium Sztucznej Inteligencji Kwantowej oparte na komputerze kwantowym D-Wave Two o 512-kubitach, który został wykorzystany między innymi w badaniach nad uczeniem maszynowym, wyszukiwaniem w sieci, rozpoznawanie mowy, planowanie i organizacja zadań, poszukiwania egzoplanet czy wsparcie obliczeń w centrach kontroli operacji (ang. Mission Control Center). Laboratorium powstało w ramach NASA Ames Research Center w Moffett Field, w Kalifornii.
Jak podsumował ówczesny CEO D-Wave:
„Trzy organizacje światowej klasy i ich zespoły badawcze będą używać D-Wave Two celem rozwoju aplikacji w rzeczywistym świecie, będą wspierać wiodące akademickie instytucje badawcze. Ten połączony wysiłek pokazuje, że obliczenia kwantowe wyszły z zamkniętej sfery teorii naukowej do rzeczywistego świata biznesu i technologii.” – Vern Brownell.
20 sierpnia 2015 r. D-Wave Systems ogłosił ogólną dostępność systemu D-Wave 2X, ponad 1000-kubitowego komputera kwantowego. Następnie 28 września 2015 r. ogłoszono, że został on zainstalowany w Quantum Artificial Intelligence Lab w NASA Ames Research Center.
W styczniu 2017 r. D-Wave wydało D-Wave 2000Q i repozytorium open source zawierające narzędzia programowania do obsługi kwantowego wyżarzania. Wśród narzędzi znajduje się m.in. Qbsolv, który jest oprogramowaniem typu open source, służącym rozwiązywaniu problemów QUBO (ang. Quadratic unconstrained binary optimization) zarówno w procesorach kwantowych, jak i klasycznych architekturach sprzętowych z użyciem języka Python.
Firma D-Wave operowała z różnych lokalizacji w Vancouver, Kolumbii Brytyjskiej i z pomieszczeń laboratoryjnych na Uniwersytecie Kolumbii Brytyjskiej, zanim przeniosła się do swojej obecnej lokalizacji na przedmieściu Burnaby. D-Wave ma również biura w Palo Alto, Kalifornia oraz Vienna, Virginia, USA.

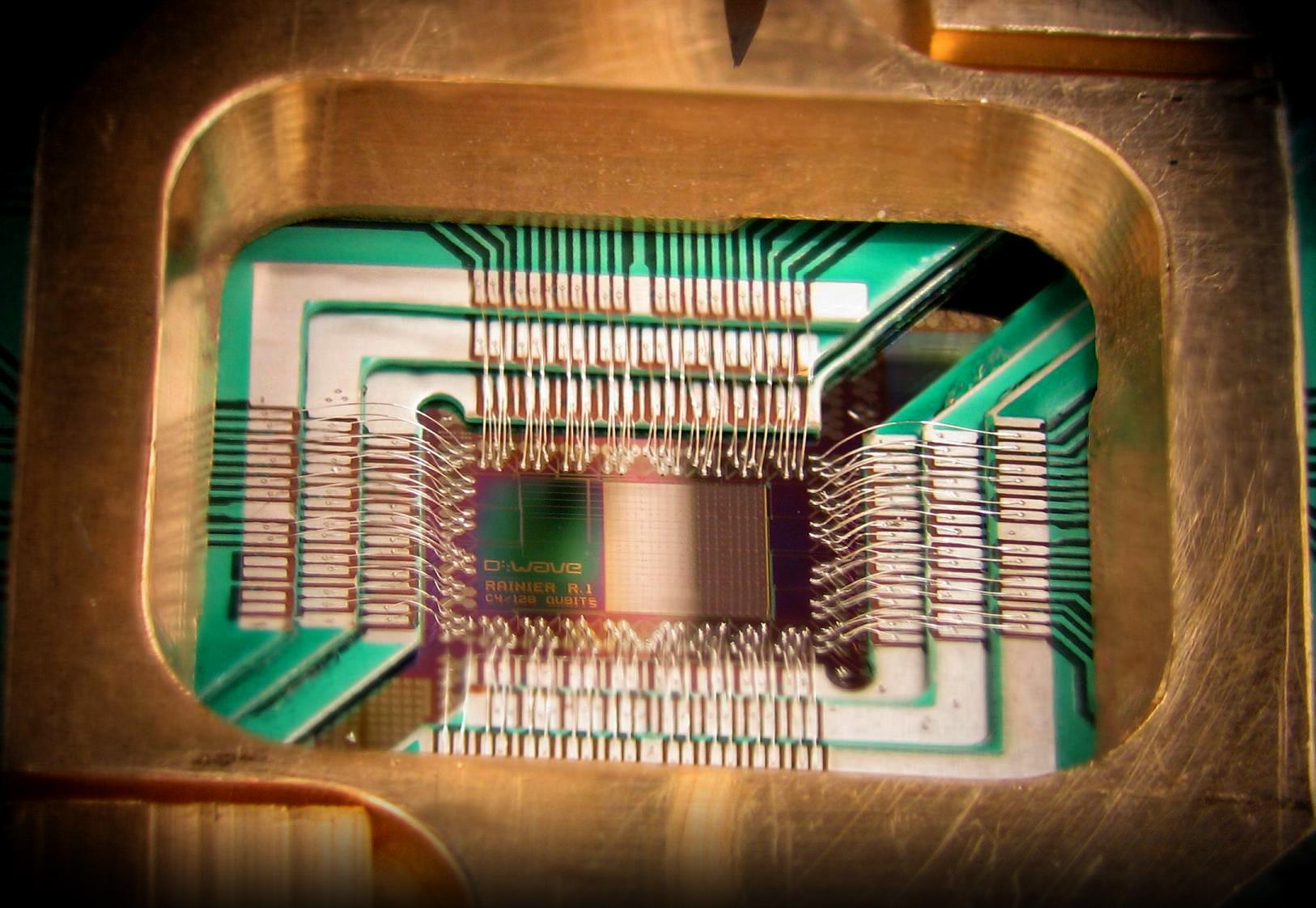
Zdjęcie układu zbudowanego przez D-Wave Systems Inc., zaprojektowanego do działania jako nadprzewodnikowy procesor adiabatycznej optymalizacji kwantowej o mocy 128 kubitów.

Pierwszym komercyjnie produkowanym procesorem D-Wave był programowalny nadprzewodnikowy układ scalony z maksymalnie 128 nadprzewodzącymi kubitami strumienia sprzężonego parami.
Procesor 128-kubitowy został zastąpiony przez procesor 512-kubitowy w 2013 r.
Ten procesor był zaprojektowany do realizacji specjalnego kwantowego wyżarzania, a nie jako uniwersalnego komputera kwantowego typu bramkowego.
Pomysły leżące u podstaw podejścia D-Wave do tematu, zrodziły się z wyników eksperymentów w fizyce materii skondensowanej, a w szczególności z prac nad wyżarzaniem kwantowym w magnesach wykonanych przez Gabriela Aeppli, Thomasa Felixa Rosenbauma i ich współpracowników, którzy sprawdzali zalecenia proponowane przez Bikasa K. Chakrabartiego i współpracowników, związane z tunelowaniem kwantowym lub fluktuacjami w poszukiwaniu stanów bazowych (ang. grunt states) w szkłach spinowych. Idee te zostały później przywołane w języku obliczeń kwantowych przez fizyków MIT: Edwarda Farhi, Setha Lloyda, Terry’ego Orlando i Billa Kamińskiego, których publikacje z lat 2000 i 2004 dostarczyły zarówno teoretyczny model obliczeń kwantowych, który pasuje do wcześniejszych prac w dziedzinie magnetyzmu kwantowego (w szczególności adiabatycznego modelu obliczeń kwantowych i wyżarzania kwantowego, oraz jego wariantu o skończonej temperaturze), a także konkretne zastosowanie tego pomysłu z pomocą kubitów nadprzewodzących, które pozostają w bliskim związku z projektami D-Wave. Aby zrozumieć początki wielu kontrowersji wokół podejścia D-Wave, należy zauważyć, że źródła podejścia D-Wave do obliczeń kwantowych wynikały nie z konwencjonalnego pola informacji kwantowej, ale z eksperymentalnej fizyki skondensowanej materii.
D-Wave prowadzi listę recenzowanych publikacji technicznych zarówno przez własnych naukowców, jak i innych na swojej stronie internetowej.

## Modele komputerów kwantowych

### Prototyp Orion
13 lutego 2007 r. D-Wave zademonstrował system Orion, uruchamiając trzy różne aplikacje w Muzeum Historii Komputerów w Mountain View w Kalifornii. Oznaczało to pierwszą publiczną demonstrację komputera kwantowego i powiązanych z nim usług.
Pierwsza aplikacja, przykład dopasowania wzoru, przeprowadziła wyszukiwanie podobnego związku do znanego leku w bazie danych cząsteczek. Następna aplikacja obliczyła ustawienie miejsca siedzącego na wydarzenie, z zastrzeżeniem zgodności i niezgodności między gośćmi. Ostatni dotyczył rozwiązania zagadki Sudoku.
Procesory będące sercem „kwantowego systemu obliczeniowego Orion” firmy D-Wave są przeznaczone do stosowania jako sprzętowe procesory akceleracyjne zamiast komputerowych mikroprocesorów ogólnego zastosowania. System został zaprojektowany w celu rozwiązania określonego problemu NP-zupełnego związanego z dwuwymiarowym modelem Isinga w polu magnetycznym.
D-Wave określa urządzenie jako 16-kubitowy nadprzewodnikowy adiabatyczny procesor kwantowy.
Według firmy, konwencjonalny interfejs z aplikacją wymagającą rozwiązania problemu NP-zupełnego, takiego jak dopasowanie wzorca, przekazuje problem do systemu Orion.
Według Geordiego Rose, założyciela i dyrektora ds. Technologii D-Wave, problemy NP „prawdopodobnie są nie do rozwiązania, bez względu na to, jak duże, szybkie lub zaawansowane stają się komputery”; a adiabatyczny komputer kwantowy wykorzystywany przez system Orion ma na celu szybkie obliczenie przybliżonego rozwiązania.

### D-Wave One
11 maja 2011 r. D-Wave Systems ogłosiła D-Wave One, czyli zintegrowany kwantowy system komputerowy działający na 128-kubitowym procesorze. Procesor zastosowany w D-Wave One, o nazwie kodowej „Rainier”, wykonuje pojedynczą operację matematyczną: dyskretną optymalizację. Rainier wykorzystuje wyżarzanie kwantowe do rozwiązywania problemów związanych z optymalizacją. D-Wave One był uważany za pierwszy na świecie dostępny na rynku kwantowy system komputerowy. Jego cena została ustalona na około 10 000 000 USD.
Zespół badawczy pod przewodnictwem Matthiasa Troyera i Daniela Lidara odkrył, że chociaż istnieją dowody na kwantowe wyżarzanie w D-Wave One, nie zaobserwowali wzrostu prędkości w porównaniu do klasycznych komputerów. Wdrożyli zoptymalizowany klasyczny algorytm, aby rozwiązać ten sam konkretny problem w D-Wave One.

#### Współpraca Lockheed Martin i D-Wave
W dniu 25 maja 2011 r. Lockheed Martin podpisał wieloletnią umowę z D-Wave Systems, aby wykorzystać zalety kwantowego wyżarzania w przypadku trudniejszych problemów obliczeniowych z którymi spotykają się zespoły z Lockheed. Umowa obejmowała zakup komputera kwantowego D-Wave One, konserwację i powiązane usługi profesjonalne.

#### Określanie struktury białek
W sierpniu 2012 r. zespół naukowców z Uniwersytetu Harvarda przedstawił wyniki problemu ścinania się białek rozwiązanego za pomocą komputera kwantowego.
W projekcie udział wzięli ówczesny prezes D-Wave Geordie Rose wraz ze współpracownikami, oraz fizycy kwantowi z Uniwersytetu Harvarda Alán Aspuru-Guzik i Alejandro Perdomo-Ortiz. Naukowcy rozwiązali przypadki modelu fałdowania struktur białek w sieci, znanego jako model Miyazawa – Jernigan, na komputerze kwantowym D-Wave One.
Model składał się z matematycznej reprezentacji aminokwasów, połączonych różnymi siłami interakcji. Komputer D-Wave One znalazł taką najniższą konfigurację aminokwasów i interakcji, która odpowiada za najbardziej ekonomiczne ścinanie się białek. Według naukowców, zadziałało w standardowej konfiguracji, jednak już przy obniżonej mocy obliczeniowej, do 81 kubitów, to samo zadanie zwracało poprawną odpowiedź tylko 13 razy na 10 tysięcy prób. Miało to związek z ograniczeniami konstrukcyjnymi maszyny, i zakłóceniami cieplnymi, które wpływały na jakość obliczeń. Jak donosi artykuł w The Nature, konwencjonalne komputery były w stanie również rozwiązywać te same zadania.

### D-Wave Two
Na początku 2012 r. D-Wave Systems ujawnił komputer kwantowy o pojemności 512 kubitów, i nazwie kodowej Vesuvius a który wszedł do produkcji w roku 2013.
W maju 2013 r. Catherine McGeoch, konsultant D-Wave, opublikowała pierwsze porównanie technologii w porównaniu ze zwykłymi komputerami stacjonarnymi najwyższej klasy z algorytmem optymalizacyjnym. Korzystając z konfiguracji z 439 kubitami, system działał 3600 razy szybciej niż CPLEX (najlepszy algorytm na konwencjonalnej maszynie), rozwiązując problemy ze 100 lub więcej zmiennymi w pół sekundy, w porównaniu z pół godziny w przypadku maszyny tradycyjnej. Wyniki zostały zaprezentowane na konferencji Computing Frontiers 2013.
W marcu 2013 r. kilka grup naukowców z warsztatów Adiabatic Quantum Computing Instytutu Fizyki w Londynie przedstawiło dowody, choć tylko pośrednie, kwantowego stanu splątanego w układach D-Wave.

### D-Wave 2X i D-Wave 2000Q
20 sierpnia 2015 r. firma D-Wave opublikowała ogólną dostępność swojego komputera D-Wave 2X z ok. 1000 kubitami w architekturze grafowej Chimera (ze względu na przesunięcia magnetyczne i zmienność produkcji związaną z wytwarzaniem obwodów nadprzewodników, mniej niż 1152 kubitów było funkcjonalne i dostępne do użytku; a dokładna liczba uzyskanych kubitów różniła się w zależności od konkretnego procesora). Towarzyszył temu raport porównujący prędkości z wysokiej klasy procesorami jednowątkowymi. W przeciwieństwie do poprzednich raportów, ten wyraźnie stwierdził, że kwestia przyspieszenia kwantowego nie była nadrzędną sprawą, którą starali się w tej iteracji maszyn rozwiązać, nie skupiając się więc na stałym wzroście wydajności w porównaniu z klasycznym sprzętem. W przypadku problemów ogólnego zastosowania, zaobserwowano przyspieszenie piętnastokrotne, ale warto zauważyć, że te klasyczne algorytmy równie efektywnie korzystają z wielowątkowości – tak, jak działałby komputer z ok. 30 wysokiej klasy rdzeniami jednowątkowymi.
Procesor D-Wave 2X oparty na układzie 2048-kubitowym miał początkowo wyłączoną połowę kubitów; zostały one aktywowane w modelu D-Wave 2000Q.

### Pegasus
W lutym 2019 roku firma D-Wave zaanonsowała procesor kwantowy nowej generacji Pegasus, ogłaszając, że będzie to „najbardziej podłączony komercyjny system kwantowy na świecie” z 15 połączeniami na kubit zamiast 6 oraz że system nowej generacji będzie wykorzystywał układ Pegasus, oferując wydajność przekraczającą 5000 kubitów, zmniejszony szum i że będzie dostępny już w połowie 2020 r.
Opis Pegasusa i jego specyfikacja z różnicami względem od poprzedniej architektury „Chimera” zostały udostępnione publicznie.

## Porównanie systemów D-Wave
|                                 | D-Wave One | D-Wave Two | D-Wave 2X     | D-Wave 2000Q | D-Wave Pegasus |
| ------------------------------- | ---------- | ---------- | ------------- | ------------ | -------------- |
| Data wydania                    | Maj 2011   | Maj 2013   | Sierpień 2015 | Styczeń 2017 | 2020           |
| Kryptonim                       | Rainier    | Vesuvius   | W1K           | W2K          | Pegasus P16    |
| Kubity                          | 128        | 512        | 1152          | 2048         | 5640           |
| Łączniki                        | 352        | 1,472      | 3360          | 6,016        | 40,484         |
| Złącza Josephsona               | 24 000     |            | 128 000       | 128 472      | 1 030 000      |
| Linie we / wy / linie sterujące |            | 192        | 192           | 200          |                |
| Temperatura pracy (K)           |            | 0,02       | 0,015         | 0,015        |                |
| Pobór mocy (kW)                 |            | 15.5       | 25            | 25           |                |

## D-Wave Leap 2
Leap to nowa usługa D-Wave, stanowi platformę działającą w chmurze, i kwantowe środowisko aplikacyjne QAE (z ang. Quantum Application Environment). Pozwalające na dostęp w czasie rzeczywistym, do działającego komputera kwantowego. Dodatkowo, z platformą Leap dostarczane są narzędzia programistyczne open-source, interaktywne demonstracje, przykłady kodu, materiały edukacyjne, artykuły wiedzy, informacje służące budowie i uruchamianiu aplikacji w chmurze. Usługa ta została zaprojektowana dla deweloperów, naukowców oraz przedsiębiorców. Obecnie, Leap jest dostępna w dwóch trybach: bezpłatnie (1 minuta w miesiącu, jeśli deweloper udostępni swój kod w ramach licencji open-source), oraz w ramach planów płatnych, dostosowanych do profili klientów, w tym: programistów indywidualnych, przedsiębiorstw komercyjnych, instytucji rządowych, organizacji naukowych i sektora edukacji.